# Cangyuan

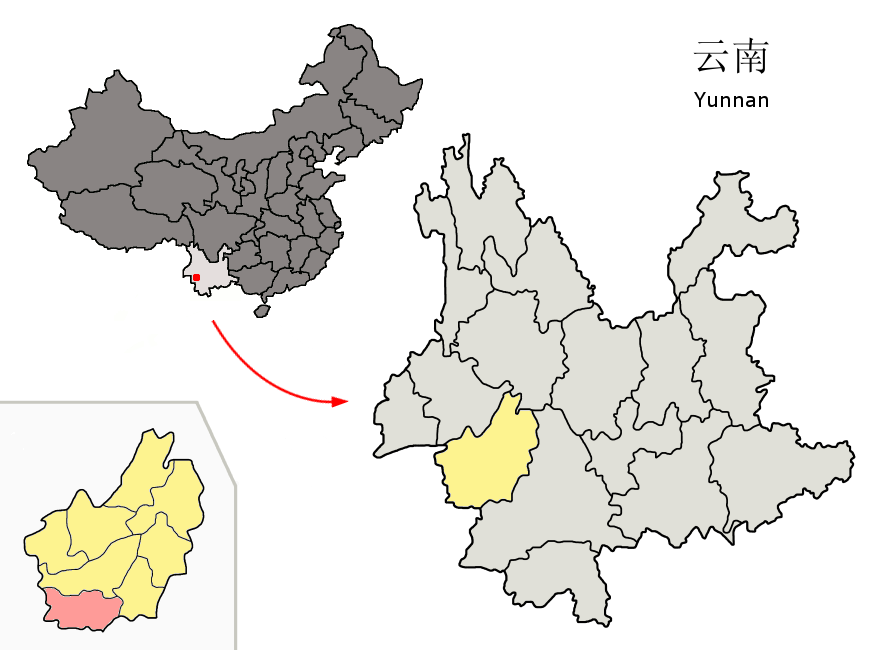
Lage des Kreises Cangyuan (rosa) in Lincang (gelb)

Der Autonome Kreis Cangyuan der Va (沧源佤族自治县,  Cāngyuán Wǎzú Zìzhìxiàn; kurz: 沧源县,  Cāngyuán Xiàn) ist ein autonomer Kreis der Va der bezirksfreien Stadt Lincang (临沧) im Westen der chinesischen Provinz Yunnan. Sein Hauptort ist die Großgemeinde Mengdong (勐董镇). Die Fläche beträgt 2.490 km² und die Einwohnerzahl 160.262 (Stand: Zensus 2020). 1999 zählte der Kreis 157.219 Einwohner.
Der Birmanische Guangyun-Tempel (广允缅寺,  Guangyun mian si), ein Tempel des Hinayana-Buddhismus, und die Felsmalereien von Cangyuan (沧源崖画,  Cangyuan yahua) stehen seit 1988 bzw. 2001 auf der Liste der Denkmäler der Volksrepublik China.

## Administrative Gliederung
Auf Gemeindeebene setzt sich der autonome Kreis aus drei Großgemeinden und sieben Gemeinden zusammen. Diese sind:
- Großgemeinde Mengdong (勐董镇)
- Großgemeinde Yanshuai (岩帅镇)
- Großgemeinde Mengsheng (勐省镇)

- Gemeinde Danjia (单甲乡)
- Gemeinde Nuoliang (糯良乡)
- Gemeinde Menglai (勐来乡)
- Gemeinde Mengjiao (勐角乡)
- Gemeinde Banhong (班洪乡)
- Gemeinde Nanla (南腊乡)
- Gemeinde Banlao (班老乡)